# 植草学園大学附属高等学校
植草学園大学附属高等学校（うえくさがくえんだいがくふぞくこうとうがっこう）は、千葉市中央区にある私立の高等学校。植草学園大学の附属学校。運営法人は学校法人植草学園。全国高等学校野球選手権千葉大会の出場校名のプラカード・大会旗の担当校。制服はベネトンを採用。

## 設置学科
- 全日制課程
  - 普通科
    - 特進コース
    - 普通コース（福祉クラス・普通クラス）

  - 英語科

## 沿革
- 1979年(昭和54年)文化女子高等学校を設立。普通科を設置。
- 1985年(昭和60年)植草学園文化女子高等学校に校名改称。
- 1990年(平成2年)英語科を設置。
- 2009年(平成21年)植草学園大学附属高等学校に校名変更。
- 2013年(平成25年)特進コース・英語科を共学化。

## 出身者
- 西元めいさ（AV女優）

## 所在地
- 千葉県千葉市中央区弁天町2-8-9(JR千葉駅徒歩5分・京成千葉駅徒歩6分)